# USS Puget Sound (CVE-113)
USS Puget Sound (CVE–113) là một tàu sân bay hộ tống lớp Commencement Bay được Hải quân Hoa Kỳ chế tạo trong Chiến tranh Thế giới thứ hai. Nó là chiếc tàu chiến thứ hai của Hải quân Mỹ được đặt theo vùng vịnh Puget Sound, Washington. Hoàn tất khi Thế Chiến II ở vào giai đoạn kết thúc, con tàu chỉ phục vụ một ít lâu trước khi xuất biên chế vào năm 1946. Đang khi trong thành phần dự bị, nó được xếp lại lớp như một tàu sân bay trực thăng CVHE-113 vào năm 1955, rồi như một tàu vận chuyển máy bay AKV-13 vào năm 1959, nhưng không bao giờ hoạt động trở lại, và cuối cùng bị bán để tháo dỡ vào năm 1962.

## Thiết kế và chế tạo
Puget Sound được đặt lườn tại xưởng tàu của hãng Todd Pacific Shipyards ở Tacoma, Washington vào ngày 12 tháng 5 năm 1944. Nó được hạ thủy vào ngày 20 tháng 11 năm 1944; được đỡ đầu bởi bà Bert A. Teats, và nhập biên chế vào ngày 18 tháng 6 năm 1945 dưới quyền chỉ huy của Hạm trưởng, Đại tá Hải quân Charles F. Coe.

## Lịch sử hoạt động
Puget Sound hoàn tất việc trang bị tại Xưởng hải quân Puget Sound, rồi lên đường hướng xuống phía Nam vào ngày 6 tháng 7, 1945, tiến hành chạy thử máy trên đường đi trước khi đến San Diego, California, nơi nó đón lên tàu Liên đội Không lực 6 Thủy quân Lục chiến. Nó rời San Diego vào ngày 8 tháng 9 cho một đợt huấn luyện ngắn tại khu vực quần đảo Hawaii trước khi tiếp tục hướng sang phía Tây để hỗ trợ cho việc chiếm đóng Nhật Bản.
Puget Sound đi vào vịnh Tokyo vào ngày 14 tháng 10, nơi máy bay của nó tham gia vào hoạt động biểu dương lực lượng và tuần tra hỗ trợ hoạt động quét mìn nhằm hỗ trợ cho việc đổ bộ chiếm đóng của Tập đoàn quân 10 lên Matsuyama và Nagoya. Sau đó con tàu tiến hành huấn luyện chiến thuật tại các khu vực Philippines, Hong Kong và quần đảo Mariana; rồi nó chất lên tàu số máy bay dư thừa tại Apra Harbor, Guam, và lên đường đi Trân Châu Cảng vào ngày 6 tháng 1, 1946, nơi nó chất dỡ số máy bay này. Tại San Diego vào ngày 23 tháng 1, Liên đội Không lực 6 được tách khỏi con tàu nhằm chuẩn bị cho nó tham gia Chiến dịch Magic Carpet, để hồi hương những cựu chiến binh hết hạn phục vụ.
Từ tháng 2 đến tháng 5, 1946, Puget Sound thực hiện hai chuyến đi "Magic Carpet" khứ hồi giữa San Diego và Trân Châu Cảng, cùng một chuyến khác giữa Alameda, California và Okinawa, vận chuyển 1.200 hành khách cùng những máy bay dư thừa. Nó lên đường vào ngày 24 tháng 5, 1946 để đi lên phía Bắc, đi đến Xưởng hải quân Puget Sound vào ngày 1 tháng 6, nơi nó được cho xuất biên chế vào ngày 18 tháng 10, 1946 và đưa về Hạm đội Dự bị Thái Bình Dương tại Tacoma.
Đang khi trong thành phần dự bị, Puget Sound được xếp lại lớp như một tàu sân bay trực thăng với ký hiệu lườn CVHE-113 vào ngày 12 tháng 6, 1955; rồi như một tàu vận chuyển hàng hóa và máy bay mang ký hiệu AKV-13 vào ngày 7 tháng 5, 1959, nhưng không bao giờ hoạt động trở lại. Tên nó được cho rút khỏi danh sách Đăng bạ Hải quân vào ngày 1 tháng 6, 1960; và con tàu được bán cho hãng Nicholai Joffee Corp vào ngày 10 tháng 1, 1962 để tháo dỡ.